# Енгвін (Каліфорнія)
Енгвін (англ. Angwin) — переписна місцевість (CDP) в США, в окрузі Напа штату Каліфорнія. Населення — 2633 особи (2020).

## Географія
Енгвін розташований за координатами 38°34′40″ пн. ш. 122°27′4″ зх. д. / 38.57778° пн. ш. 122.45111° зх. д. (38.577875, -122.451224).  За даними Бюро перепису населення США в 2010 році переписна місцевість мала площу 12,62 км², з яких 12,51 км² — суходіл та 0,11 км² — водойми.

## Демографія
Згідно з переписом 2010 року, у переписній місцевості мешкала 3051 особа в 824 домогосподарствах у складі 560 родин. Густота населення становила 242 особи/км².  Було 912 помешкання (72/км²).
Расовий склад населення:
| - 69,6 % — білих - 11,1 % — азіатів - 4,6 % — чорних або афроамериканців - 0,7 % — корінних американців - 0,2 % — вихідців з тихоокеанських островів - 7,7 % — осіб інших рас |

До двох чи більше рас належало 6,2 %. Частка іспаномовних становила 20,5 % від усіх жителів.
За віковим діапазоном населення розподілялося таким чином: 13,5 % — особи молодші 18 років, 78,1 % — особи у віці 18—64 років, 8,4 % — особи у віці 65 років та старші. Медіана віку мешканця становила 24,4 року. На 100 осіб жіночої статі у переписній місцевості припадало 102,3 чоловіків;  на 100 жінок у віці від 18 років та старших — 100,8 чоловіків також старших 18 років.
Середній дохід на одне домашнє господарство  становив 80 661 долар США (медіана — 61 531), а середній дохід на одну сім'ю — 89 894 долари (медіана — 67 604). Медіана доходів становила 51 384 долари для чоловіків та 47 717 доларів для жінок. За межею бідності перебувало 11,7 % осіб, у тому числі 7,4 % дітей у віці до 18 років та 14,0 % осіб у віці 65 років та старших.
Цивільне працевлаштоване населення становило 1989 осіб. Основні галузі зайнятості: освіта, охорона здоров'я та соціальна допомога — 56,7 %, мистецтво, розваги та відпочинок — 14,0 %, роздрібна торгівля — 6,0 %, виробництво — 5,4 %.